# Gradenc
Gradenc – wieś w Słowenii, w gminie Žužemberk. W 2018 roku liczyła 86 mieszkańców.